# Матвеев, Иван Васильевич
Ива́н Васи́льевич Матве́ев (1886—1975) — советский политический и государственный деятель.

## Биография

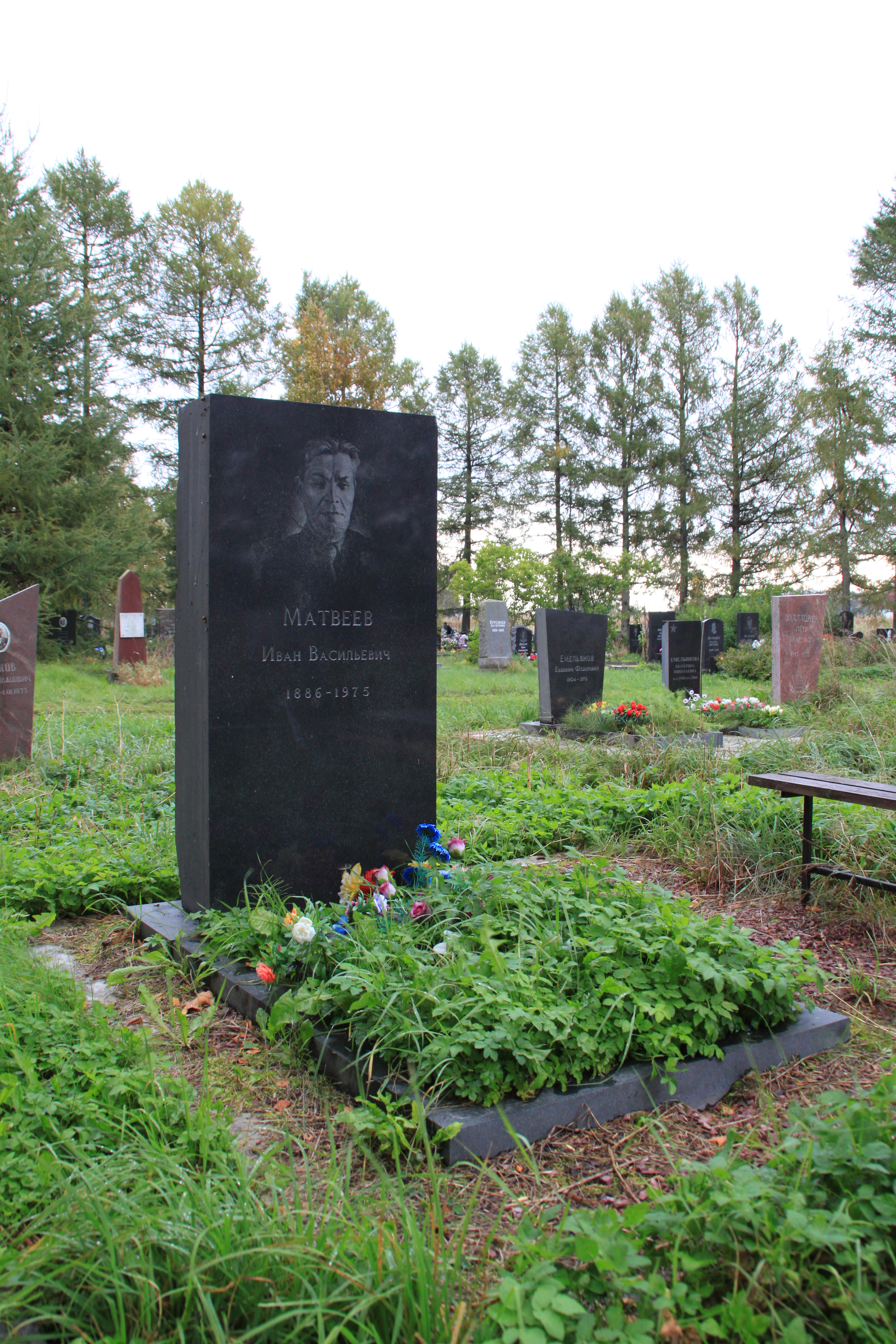
Могила на Сулажгорском кладбище

Родился в крестьянской семье. С 1902 года в Петрограде, работал на Путиловском заводе.
Красногвардеец, в 1917 году участвовал в штурме Зимнего дворца.
В 1918 году был направлен в Петрозаводск помощником Олонецкого губернского комиссара по военным делам.
В 1924—1941 годах — народный комиссар социального обеспечения Карельской АССР. Участник Великой Отечественной войны.
С 1947 года до выхода на пенсию — председатель кооператива инвалидов.
Избирался депутатом Верховного Совета Карельской АССР. Почётный гражданин Петрозаводска (1973).
Похоронен на почётном участке Сулажгорского кладбища в Петрозаводске.